# 金成龍 (政治家)
金 成龍（キム・ソンリョン、朝鮮語: 김성룡）は、朝鮮民主主義人民共和国の政治家。内閣副総理、朝鮮労働党中央委員会委員、最高人民会議外交委員会委員。

## 経歴
2021年までの経歴は不明であるが、対外経済部門出身とされる。2021年1月5日から開催された朝鮮労働党第8次大会で党中央委員会委員に選出され、同年1月17日に開催された最高人民会議第14期第4回会議で内閣副総理に任命された。同年9月29日に開催された最高人民会議第14期第5回会議で最高人民会議外交委員会委員に補欠選挙された。